# بداغ بيغ
بداغ‌ بيغ هي قرية في مقاطعة ميانة، إيران. عدد سكان هذه القرية هو 232 في سنة 2006.